# Myrioblephara pergrisea
Myrioblephara pergrisea là một loài bướm đêm trong họ Geometridae.